# Volby do České národní rady 1976
Volby do České národní rady 1976 proběhly 22. a 23. října 1976.

## Volební výsledky
| Subjekt                        | Počet hlasů | Odevzdané v % | Platných hlasů | Platné v % | PM  |
| ------------------------------ | ----------- | ------------- | -------------- | ---------- | --- |
| Národní fronta Čechů a Slováků | 7 392 467   | 99,65 %       |                | 99,96 %    | 200 |

Ve volbách mohlo volit celkem 7 418 482 oprávněných voličů. 

## Mandáty
Z 200 členů (poslanců) ČNR bylo:
- 57 žen
- 143 mužů

podle profese:
- 66 dělníků
- 23 družstevních rolníků
- a jiní

podle roků:
- 24 do 30 let
- 14 od 31 do 35 let

podle stranické příslušnosti:
- 111 členů KSČ
- 14 členů ČSS
- 12 členů ČSL
- 32 bez stranické příslušnosti
- 31 neznámé stranické příslušnosti